# Downieville
Downieville è un census-designated place degli Stati Uniti d'America, capoluogo della contea di Sierra, nello Stato della California.